# Jean Babelon
Jean Babelon (ur. 19 stycznia 1889, zm. 20 kwietnia 1978) – francuski bibliotekarz, historyk i numizmatyk. Syn Ernesta Babelona, ojciec historyka Jean-Pierre Babelona.
Po ukończeniu studiów w Państwowej Szkole Kartografii (École nationale des chartes) i uzyskaniu dyplomu archiwisty-paleografa (1910), podjął pracę w kierowanym wówczas przez ojca Gabinecie Medali przy paryskiej Bibliotece Narodowej. W latach 1937–1961 był dyrektorem Gabinetu Medali, w latach 1957-1972 stał na czele redakcji prestiżowego czasopisma fachowego "Revue numismatique". Oprócz licznych prac z dziedziny numizmatyki klasycznej (grecko-rzymskiej) publikował też materiały naukowe z zakresu mennictwa i medalierstwa francuskiego oraz sztuki i kultury hiszpańskiej.
Synem jego – i kolejnym w rodzinie naukowcem zajmującym się badaniem dziejów – jest Jean-Pierre Babelon (ur. 19 listopada 1931 w Paryżu), początkowo związany z instytucją Archiwów Państwowych (Archives nationales) jako historyk-konserwator. W latach 1989–96 dyrektor pałacu-muzeum w Wersalu, następnie Trianon. Członek Akademii Inskrypcji i Literatury Pięknej, odznaczony komandorią Legii Honorowej. 

## Ważniejsze publikacje
- Catalogue des monnaies grecques de la collection de Luynes – 4 tomy (Paris 1924-1936)
- Catalogue de collection des monnaies et médailles de M. Carlos de Beistegui (Paris 1934)
- Le portrait dans l'antiquité d'après les monnaies (Paris 1942)
- La numismatique antique (Paris 1944)
- La médaille et les médailleurs (Paris 1927)
- Portraits en médaille (Paris 1946)
- Les monnaies racontent l'histoire (Paris 1963)